# Ms. John Soda
I Ms. John Soda sono un gruppo indietronic tedesco, attivo dal 2002.

## Storia
Originario di Weilheim, il gruppo è composto da Stefanie Böhm, tastierista dei Couch (gruppo strumentale di Monaco) e Michael Acher, colonna portante dei Notwist e membro di rilievo nei Tied & Tickled Trio. Seguendo le orme del fratello Markus, che si impegnò con i Lali Puna al di fuori del main-project Notwist, anche Michael Acher decise di fondare un suo progetto, del tutto autonomo e parallelo da quello instaurato col fratello, progetto che assieme Stefanie Böhm prese il nome di Ms. John Soda.
Nel 2002 danno alla luce il loro primo album ufficiale, No P. Or D, seguito nel 2006 da Notes and the Like.
Nel 2006 il duo ha partecipato alla XXII edizione del FIB, al fianco di gruppi celebri quali Placebo, Pixies, Franz Ferdinand, Depeche Mode.

## Produzione
Una sorta di progetto parallelo vede Ms. John Soda impegnato nelle vesti di produttore, collaborando con le label Hausmusik e Morr Music agli album di Lali Puna, Notwist e Tied & Tickled Trio.

## Discografia
Album
- 2002 - No P. Or D
- 2006 - Notes and the Like

EP
- 2002 - Drop = Scene
- 2003 - While Talking